# 埃爾瓦爾德松嫩峰

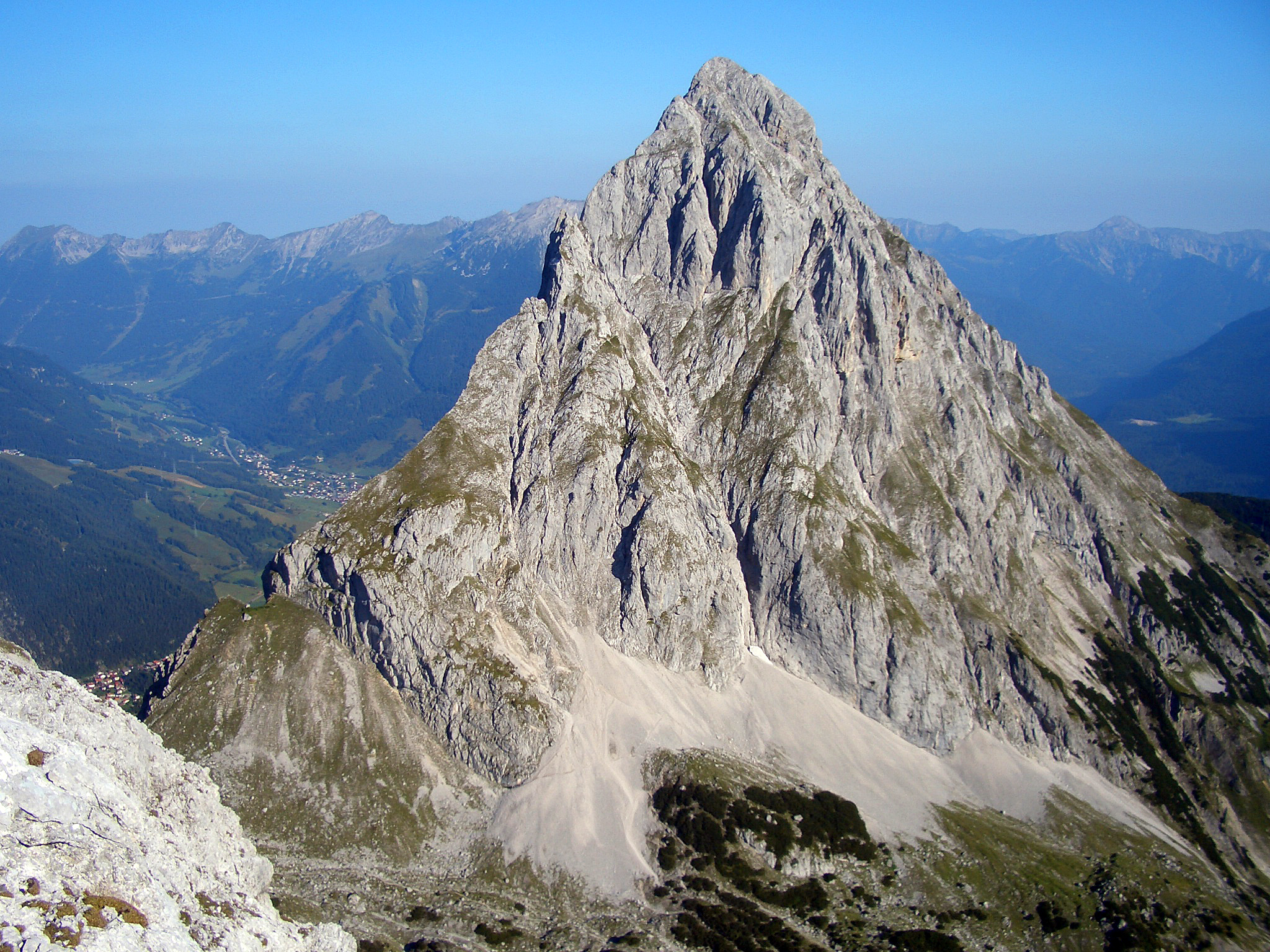

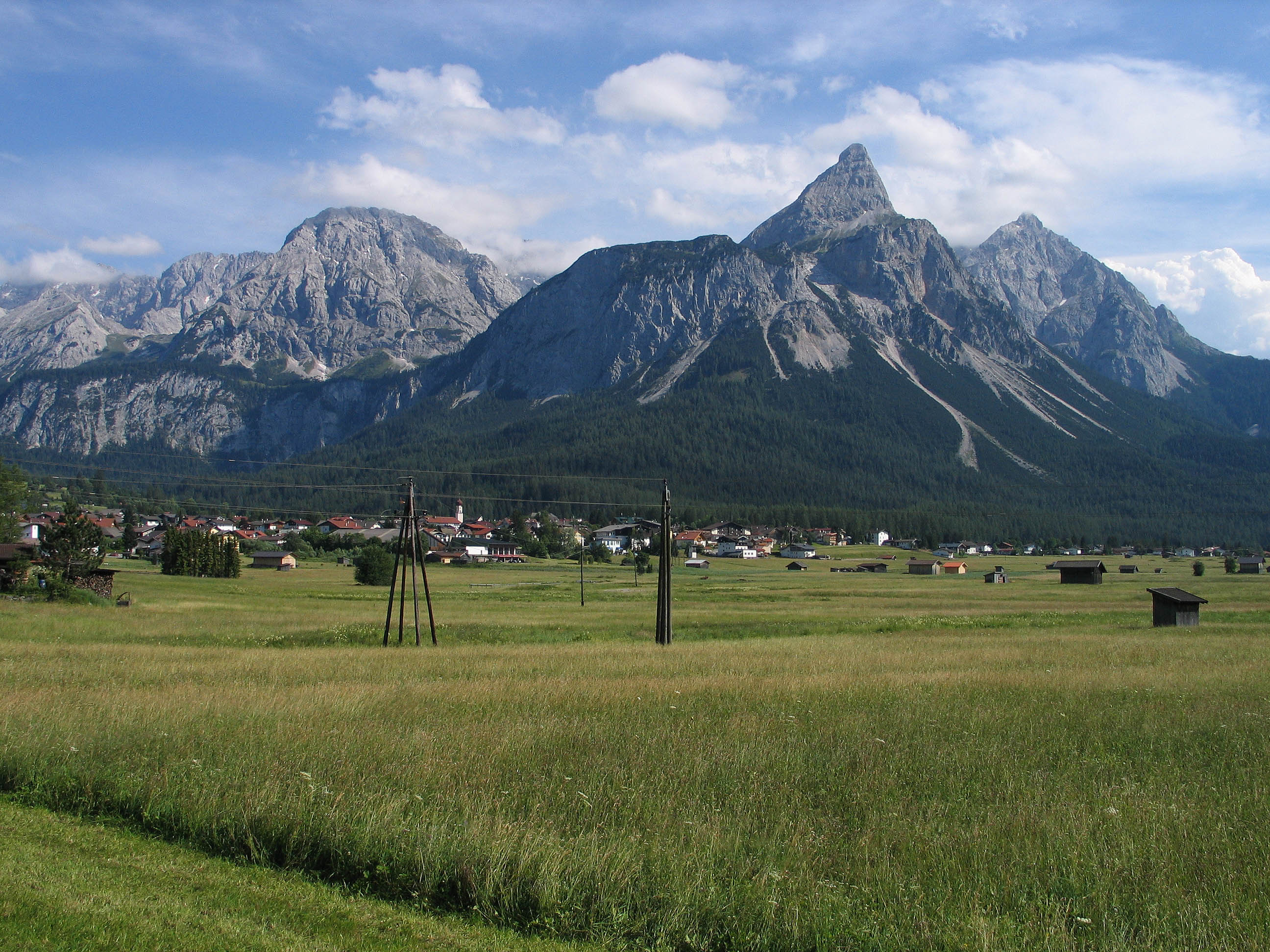

47°22′05″N 10°55′18″E / 47.36806°N 10.92167°E
埃爾瓦爾德松嫩峰（德語：Ehrwalder Sonnenspitze），是奧地利的山峰，位於該國西部，由蒂羅爾州負責管轄，屬於米耶明山脈的一部分，海拔高度2,417米，人類在1873年7月27日首次登頂。